# 英威达
英威达（英語：Invista）一家美国合成纤维、树脂、中间体（intermediates）研发生产公司。在全世界超过20个国家雇员约10,000人。前身是杜邦公司于2003年把纺织纤维部门组建为子公司“杜邦纤维与内饰”（DuPont Textiles and Interiors）。该公司使用商标名 INVISTA，并于2004年4月被私有公司科氏工業集團（Koch Industries）购并。科氏工業把自己的子公司KoSa与杜邦纤维合并为INVISTA公司。

## 运营
主营产品是功能纤维。 